# Адам Ґерстманн
Адам Ґерстманн (пол. Adam Gerstmann; 1873, Львів — 1940, там само) — польський римо-католицький священник, доктор богослов'я, професор і ректор Львівського університету (1927—1928 і 1932—1933).

## Життєпис
Походив зі сім'ї гімназійного професора, доктора філософії і директора реальної школи Теофіля Ґерстманна. Навчався у Другій львівській гімназії, де й склав іспит зрілості. У 1891 році вступив до Львівської духовної семінарії, де навчався два семестри. Вищі богословські студії продовжував у Львівському університеті на богословському факультеті (1891—1892), в Інсбруці в інституті Канізіянум (1893—1896), де був висвячений і здобув ступінь доктора богослов'я, та в Римі. Після завершення навчання працював катехитом жіночої школи св. Марії Магдалини та заступником вчителя релігії в цісарсько-королівській гімназії Франца Йосифа у Львові.
Згідно з рескриптом Міністерства (22 серпня 1900 року) та ухвалою ради професорів богословського факультету (2 жовтня 1900 року), о. Ґерстманну дозволялося стати приватним доцентом пастирського богослов'я на богословському факультеті Львівського університету.
У 1907 році став надзвичайним професором богослов'я Львівського університету, у 1910 році — звичайним професором. Був керівником кафедри морального богослов'я. Ректор Львівського університету в 1927—1928 і 1932—1933 академічних роках, проректором у 1928—1929 році, деканом богословського факультету в 1912—1913, 1914—1915, 1915—1916, 1916—1917, 1929—1930 та обраний влітку 1939 року. Був ерудитом зі всесторонніми зацікавленнями.
Помер у Львові в часі радянської окупації, похований у родинному гробівці на Личаківському цвинтарі.

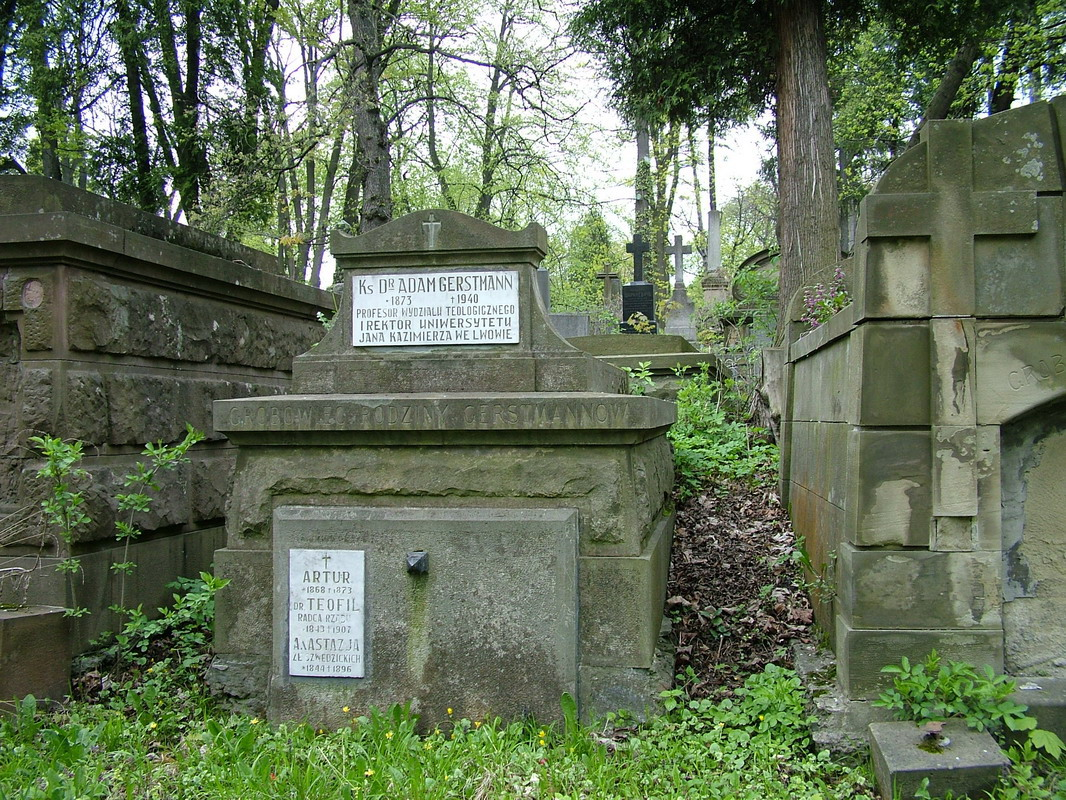
Гробівець на Личаківському цвинтарі

## Відзнаки
- Командорський хрест Ордена Відродження Польщі[3].